# البرازية
البرازي قبيلة كردية تسكن سهل سروج التابع لولاية أورفة وتمتد من نهر البليخ شرقا إلى نهر الفرات غربا وتعتبر مدينة عين العرب مركزا لهم.
ظهر اسم البرازية لأول مرة في التاريخ عام 750 م ، ويقول بعض المؤرخين : (( يحتمل أن يكون مسكن البرازية قبل هذا التاريخ جبال شنكال ، أما المعروف أنهم من قصبة باريز في منطقة كرمنشاه )) ،  واما كلمة بَرز في اللهجة السورانية من اللغة الكردية فتعني العلو ، ونسبة لبروز منطقة سكنهم أطلق على العشيرة ألقاب برازي 
وقد كان للبرازية كتائب عسكرية جنوب بحر قزوين ، وفي عام 959 م أسس أميرهم حسنوي بن حسين البرزيكاني الدولة الحسنوية ، وكان امتداد هذه الدولة من بحر قزوين إلى منطقة كرمنشاه جنوباً ، وقد تزامن وجود هذه الدولة مع الدولة الحمدانية،  ذكر الكاتب الأرمني أرشاك بولادين في كتابه الأكراد ان هذه الدولة لعبت دوراً كبيراً في نشر الإسلام في المناطق الكردية ، واستمر وجودها إلى أن تم القضاء عليها من قبل السلاجقة في عام 1604 م ، وهاجر على إثرها قسم كبير من البرازية البرزيكان إلى منطقة ( بين كول ) حيث يوجد حلفائهم ، واستقروا في وادي هناك وسمي ذلك الوادي فيما بعد بـ كلي برازان 
وبعد فترة من استقرارهم في كلي برازان توسعوا جنوباً حتى بلغوا سروج في أورفة،وحسب إحصائيات الدولة العثمانية عام 1800 كان تعداد البرازية 13000 بيت.